# Филотеја Трновска
Филотеја Трновска је православна светитељка у лику преподобних најкасније 8. века.

## Биографија
Постоји спор или, тачније, неизвесност око места рођења овог светитељке. Према Емилу Калужњаћком и Ивану Дујчеву, име светитељевог родног места је било збуњено. Ово није нимало извесно, поготово што је Памфилија јасно назначена. Тачније, место треба схватити из контекста како је исправно пренето — Моливот, као место молитве на воду (молитве на језеру), а то је подручје језера у Памфилији и вероватно Бејшехиру.
Не зна се када мошти су пренети у околину Цариграда, тачније у Тракију, али их је Калојан тамо пронашао у локалном култу, затим пренео у Велико Трново и у престоници Другог бугарског царства. Филотеја постала друга светитељка царство по Светој Петки. Након освајања Великог Трнова од стране Османлија 1393. године, мошти су заједно са моштима Светом Петком| пренете у Видин и из Видина у Куртеа де Арђеш. Данас је светац главни покровитељ и заштитник Влашке и Румуније. У Румунији је позната и као Филотеја Бугарска, а у Бугарској као Филотеја Темнићка по називу средњовековног манастира у Великом Трнову где су се њени мошти чувале до 1393. године.
Њене мошти светитељке чувају у цркви Св. Ђорђа у Куртеа де Арђеш. 